# Ballangen
Ballangen è una località ed ex comune della contea di Nordland, in Norvegia. Fino al 31 dicembre 2019 era un comune autonomo ed è in seguito stato unito, insieme a parti del comune di Tysfjord, al comune di Narvik.

Ballangen è situata sulla costa meridionale di Ofotfjorden, ed include anche il lungo e stretto Efjord, a sud del più grande Oftofjord. L'ambiente circostante è caratterizzato prevalentemente da fiordi, montagne e foreste. Ballangen si basa economicamente sulla vicina Narvik. 

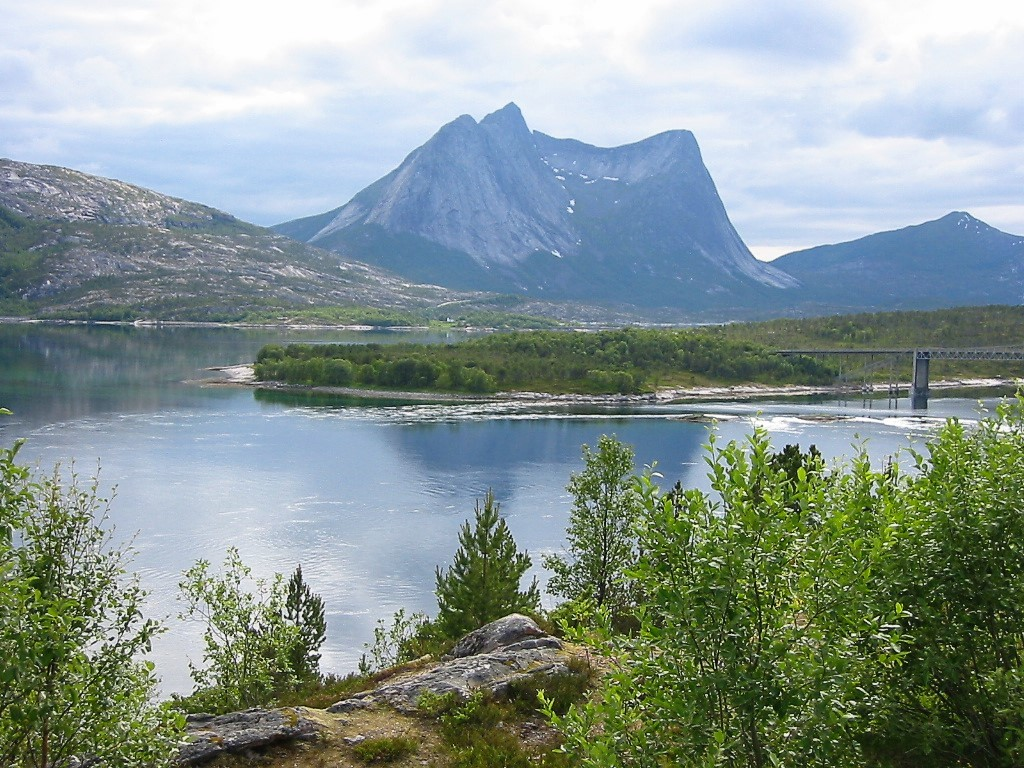
Efjord, Ballangen, luglio 2003. Il ponte è parte della strada E6.

L'area di Efjord è tra le più idilliache nella Norvegia settentrionale: l'area è dominata da imponenti pendii di nuda roccia, meta favorita dagli amanti del trekking, decorati da una sottile striscia di verde in prossimità del fiordo. Altro fattore pittoresco è la presenza di un monte dalla peculiare forma di obelisco: il monte, caratteristico per il colorito grigio-blu delle sue rocce, genera un netto contrasto con le acque limpide del fiordo. La roccia scura si scalda rapidamente alla luce del sole, contribuendo a portare un clima primaverile alla zona di Efjord in anticipo rispetto alle zone circostanti.
All'estremità orientale della regione si trova il lago Siiddasjavri (o Siiddašjávri), condiviso con la confinante Svezia. Siiddašjávri è il quattordicesimo lago norvegese per dimensioni.
Il primo abitante di Ballangen del quale si abbia notizia è Lodve Lange (Lodve il lungo), al quale si fa riferimento nel Heimskringla come a uno dei guerrieri più fidati di Re Olav Tryggvason, e che fu al fianco del Re sul celebre drakkar Ormen Lange (serpente lungo). Lodve partecipò probabilmente alla Battaglia di Svolder nell'anno 1000, dove forse trovò la morte. Prima di morire visse a Saltvik, vicino al fiordo, ad est dell'odierno centro di Ballangen.
Anni-Frid Lyngstad degli ABBA nacque a Ballangen, precisamente nel villaggio di Bjørkåsen.